# 塞爾吉奧·羅德里格斯

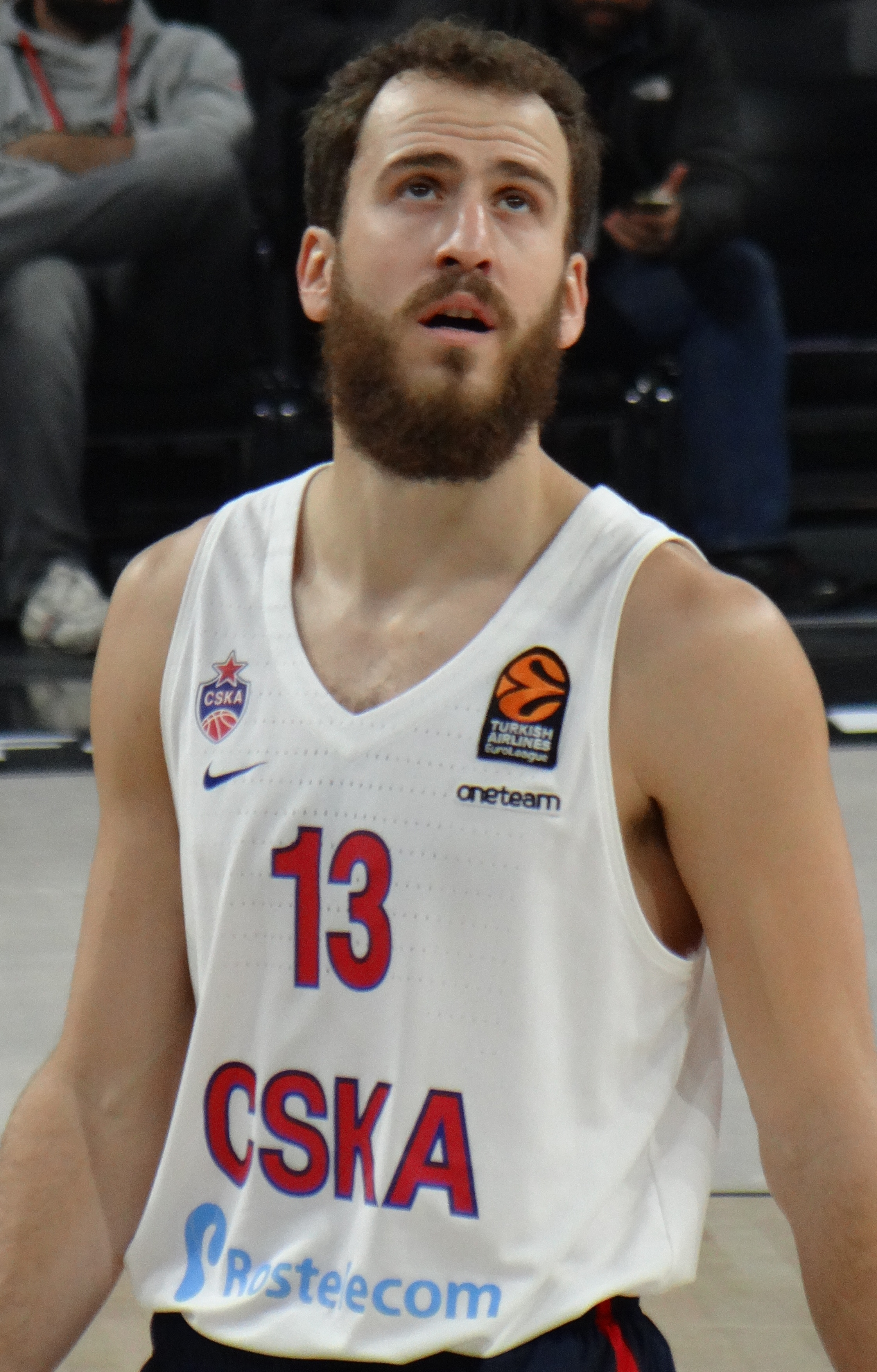

塞爾吉奧·羅德里格斯（西班牙語：Sergio Rodríguez，1986年6月12日—），西班牙籃球運動員。他曾效力於西班牙籃球甲級聯賽皇家馬德里籃球俱樂部。他參加了2006年NBA選秀，並且被菲尼克斯太陽選中。他也代表西班牙国家男子篮球队參賽。2016球季加入費城76人。2017年7月17日，罗德里格斯与莫斯科中央陆军签订了合同。